# Прімо Маньяні
Прімо Маньяні (італ. Primo Magnani, 31 березня 1892 — 17 червня 1969) — італійський велогонщик.
Олімпійський чемпіон 1920 року в командній гонці переслідування.